# Fannia howardi
Fannia howardi är en tvåvingeart som beskrevs av Malloch 1913. Fannia howardi ingår i släktet Fannia och familjen takdansflugor. Inga underarter finns listade i Catalogue of Life.